# Cité Véron
La cité Véron est une voie située dans le quartier des Grandes-Carrières du 18e arrondissement de Paris.

## Situation et accès
L’entrée de la Cité Véron, petite impasse étroite, uniquement accessible à pied, se situe au niveau du n° 94 boulevard de Clichy.
Le boulevard de Clichy qui borde l'entrée de la Cité Véron et la place Blanche, traversée par ce même boulevard, sont desservies par la station de métro Blanche.

## Origine du nom
Elle porte le nom de Jean-Louis Véron ( - 1861), qui fut adjoint au maire de 1809 à 1830, puis maire de Montmartre de 1830 à 1841, en raison de sa proximité avec la rue éponyme.

## Historique
Classée dans la voirie parisienne par un arrêté préfectoral du 9 avril 1984 sous le nom  « cité Véron » elle est ensuite dénommée « rue Pierre-Dac  » par un arrêté municipal du 14 janvier 1994 avant qu'un autre arrêté municipal du 20 septembre 1994 rétablisse la dénomination « cité Véron ».

## Bâtiments remarquables et lieux de mémoire
- No 4 bis : Théâtre Ouvert dans le jardin d'hiver de la cité (lieu[Quoi ?] fermé en 2020).

- No 6 bis : l'atelier du 3e étage, appartenant au Moulin Rouge est investi en 1953 et réaménagé en appartement par Boris Vian et sa seconde épouse, Ursula Vian-Kübler ; il y vivra jusqu'à sa mort en 1959. Peu après, Jacques Prévert devient leur voisin de palier et ils partageront dès lors la jouissance d'une terrasse commune (terrasse dite des « trois Satrapes »), surplombant les toits du Moulin Rouge, sur laquelle étaient organisées des fêtes du collège de 'Pataphysique[4]. Ursula Vian-Kübler conservera intact l'atelier qui devient un lieu à la mémoire de l'œuvre de son mari. En 2020, ce petit appartement est toujours le siège de l'association Fond'action Boris-Vian qui, de concert avec la Cohérie (terme issu du terme « cohéritier ») Boris Vian, est chargée de promouvoir l'œuvre de Boris Vian depuis 1992 à la suite de la fondation Boris-Vian créée en 1981.